# 學甲溪底寮迎送遊巡王
溪底寮迎送遊巡王是臺灣臺南市北門區，溪底寮聚落（庄頭）中東興宮的一個傳統宗教活動，當地居民稱此宗教活動為迎送「遊巡王」，通常是每三年舉辦一次，而舉辦時會以某天干地支「科」來稱呼當年的活動，也就是所謂的三年一科，如甲子或者丙午等「科」遊巡王，他分別是在子、卯、午、酉等年舉行，而對照生肖紀年就是逢鼠、兔、馬、雞等年。 

## 宗教脈絡
主辦遊巡王的廟宇為位於溪底寮中樞村（現為中樞里）東興宮，一般對此宗教活動又稱之為王船祭典，而此活動起源於中國大陸的東南沿海地區，只是習俗傳至臺灣一段時間後，隨著風俗文化的不同而有了一些變化。
臺灣王船相關的宗教活動多活躍於西南沿海地區，然之所以有此一情形，其一乃早期的先民要來臺灣開墾，首先要克服的便是度過既茫然又危險的臺灣海峽（古稱「黑水溝」），而即便安然登岸，之後又得面對未開發前惡劣的瘴癘環境以及不時的瘟疫肆虐，加上思鄉心情的交織下，宗教是大多數來臺先民的共同精神支柱，然因臺灣是一個島嶼故而與海有相關的神祇如: 媽祖、王爺等，更是信仰的重心所在。 
其次，初期來臺開墾的先民們也大多是來自東南沿海地區，這些先民無論是對家鄉的思念，或者是對於宗教的崇敬之心，他們多少也會將家鄉的習俗帶到墾地，久而久之也就在地形成了與家鄉相同的宗教活動。另外，就是直接受到其他地區的影響，如臺南喜樹的萬皇宮與灣裡的萬年殿等廟，這些廟的王船祭典起源，為早時先民在港灣或海邊發現類似船隻，後發現是一艘王船於是便進行建醮儀式，惟不同的是一般建醮之後是將王船送走，而此兩地卻是將王船保留於廟內供信眾參拜。 
再者，便是地方是曾經發生過重大的事件一般是瘟疫、傳染病較多，而這與早期臺灣在未完全開發前的環境有關，因臺灣屬海島氣候天氣既潮濕又炎熱，尤其是沿海地區因溼度較高，一有傳染性疾病，其蔓延的數度甚為迅速。為解決此一情形，先民大多是求助於神祇，且採用的措施也泰半也以宗教儀式即送瘟為主。在如是種種的情形下，送王這種王船類的宗教儀式與活動，便在沿海地區流傳與興盛起來了。  

## 東興宮的迎送遊巡王
在溪底寮的道教信仰中，最早即有李府千歲、吳府千歲和中壇元帥等神祇，此庄的公廟即是主祀吳府千歲的東興宮，然雖溪底寮的宗教信仰早於明末清初即開始（即施琅取臺之後），惟卻一直沒有固定的祭祀場所。原為黃姓庄民分祀自南鯤鯓代天府，落公後成為全庄共同奉祀，並以吳府千歲為庄神，大正14年（1925年）南鯤鯓代天府鯤鯓王出巡本庄之後，又增祀了池府千歲，並且以「跋爐主」方式予以輪流奉祀眾神尊。
雖早年即有庄民與信徒倡議建廟，然直到民國57年（1968年）經信徒數人之極力募捐，經費方才略有著落，於是信眾便開始著手興建，至到次年（1969年）竣工，只是當時僅僅視一間簡單形式的公厝，然也是東興宮有固定祭祀場所的開始。  在1975年首次進行廟宇的改建，將原公厝形式改為翹脊式的南方式屋頂建築，並又修建了新的廟門，直到民國69年（1980年）又做了第2次重修，此時增設了石堵與龍柱，而今日的廟貌為2008年所重修。 
「遊巡王」是臺灣西南沿海一帶的特有神祇，祂們所代表的身分地位與神級相當高，其層級大致介於代天巡狩和有應公之間的瘟神級王爺，此宗教活動影響範圍，大致由八掌溪到將軍溪的北門濱海庄頭。如北門、蚵寮、雙春、三寮灣和溪底寮等聚落，自古以來便都有遊巡王的信仰習俗，這些庄頭的信眾們相信遊巡王會每年或每隔一段時間，便會定期的於海面遊巡，也會過路一些庄頭具或，且只要路過該庄頭聚落，各庄就得設香案予以迎送。
由於每次的遊尋皆會牽扯到庄頭規模大小，甚至可能各庄頭的風俗和各廟所奉祀神祇性格等不同的因素，各庄都各自發展出不一樣的「遊巡王信仰」，有的立廟奉祀，成為庄神，有的定期迎送，視為客王，溪底寮即將祂視做客王，不但定期招請，而且還發展出以「王船」相送的習俗，此為濱海諸庄唯一特例。 
至於東興宮迎送遊巡王的宗教活動習俗在公厝時期即有，源於1945年前後，當時的溪底寮庄頭內尚未興廟宇，因此庄頭內的諸神仍以爐主形式輪祀，只是在某日，三王吳府千歲經由乩童起駕並指示「遊巡王」將路過此地，信眾需「得以造船相送，以免瘟神肆虐」，此後乃定每3年為一科，即每逢子、卯、午、酉年的農曆10月28日午後舉行。

## 科儀與軼事傳說
東興宮迎送遊巡王的科儀進行，首先是由法師在廟內作法迎請王爺，而此時王船仍尚未具有靈效性，因而隨後須舉行王船的點睛儀式並且祭拜，王船經由道長點睛儀式後，嗣後全村人繞王船一圈即完成了儀式，同時王船也具備法力以及靈效了，而此時，祂不再是一艘紙船而是搖身一變成了一件法器，或者說法船。 
嗣後，王船慢慢被信徒推著前往王船地，在王船經過之處信徒（庄民）們會準備隨王船到天庭的供品，此時王爺會特別挑選一些民眾準備的供品，而較為與其他王船祭典不同之處，乃只要乩童所點到的物品，無論是吃的用的甚至任何物品用具，隨即皆會被拿到王船內進行添載。待王船抵達送王地點前，民眾會將準備的木材、鹽、米和供品等物資堆成一個小丘，待王船抵達後將其送至最高處。此時由領頭執事擲筊請示王爺是否得以「啟航」，趟若獲得「允桮」後將隨即點燃王船進行送王儀式，同時也是整個活動的最高潮。之後的另一個高潮行程，便是搶拾船桅末端的鯉魚旗，與其他地方不同的是，廟方會開放信眾撿拾鯉魚旗並可帶回家供奉，只是這需要鯉魚旗沒有被火燒到。
傳說，溪底寮最早曾經與位在東邊的二重港合祀觀音佛祖與土地公，但當時並無雕刻神尊，而是以兩個金紙座象徵，且歲時慶典仍是以天公生為大，因而每年多在天公生當日於兩庄中間地點的「山仔」（現今北門加油站南邊小丘）延戲予以慶賀。惟其後因某些原因卻演變成各自祭祀，溪底寮分得觀音佛祖，而二重港則分得土地公，因此現今各庄兩神的神像都是後來再雕祀的。只是從此之後，溪底寮仍以天公生為歲時最大的祭典活動，但慶典時間則是延至元月20日才舉行，其理由是因為元月初9的天公生正日所以請戲的戲金費用較高，然而元宵之後請戲不但較為容易且戲金也較低些，此習俗延續迄今，只是目前酬神戲的日期已有稍微往前幾日。 
溪底寮迎送的王船為竹架紙糊，每科所製作的船體尺寸皆差不多約莫為兩米長，船上放置有12尊紙像的水手，而從首科迄今皆是此等大小之船體，這個尺寸為曾文溪流域一帶中最為小型的，最早是本庄人吳荐所自行製作，其工藝在造形上極為簡單，惟在吳荐於過世之後，廟方遂改請將軍的東一藝術社邱東軒製作，而在邱東軒往生之後，則再由本庄人洪保慶製作（1998-2001），但2003年起則又改請漚汪王明賢製作。 

## 圖集

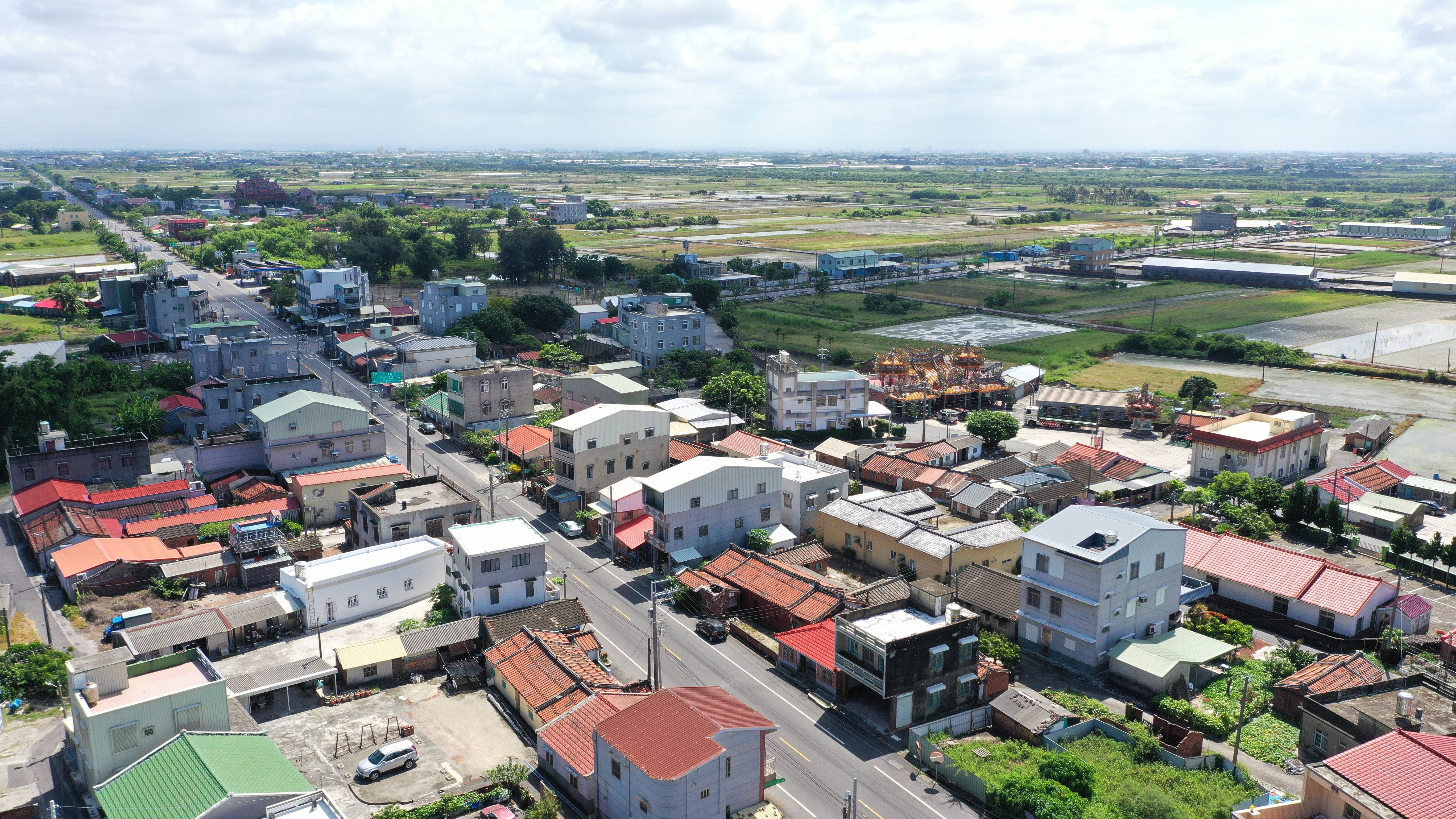
北門溪底寮東興宮-廟宇及聚落空照
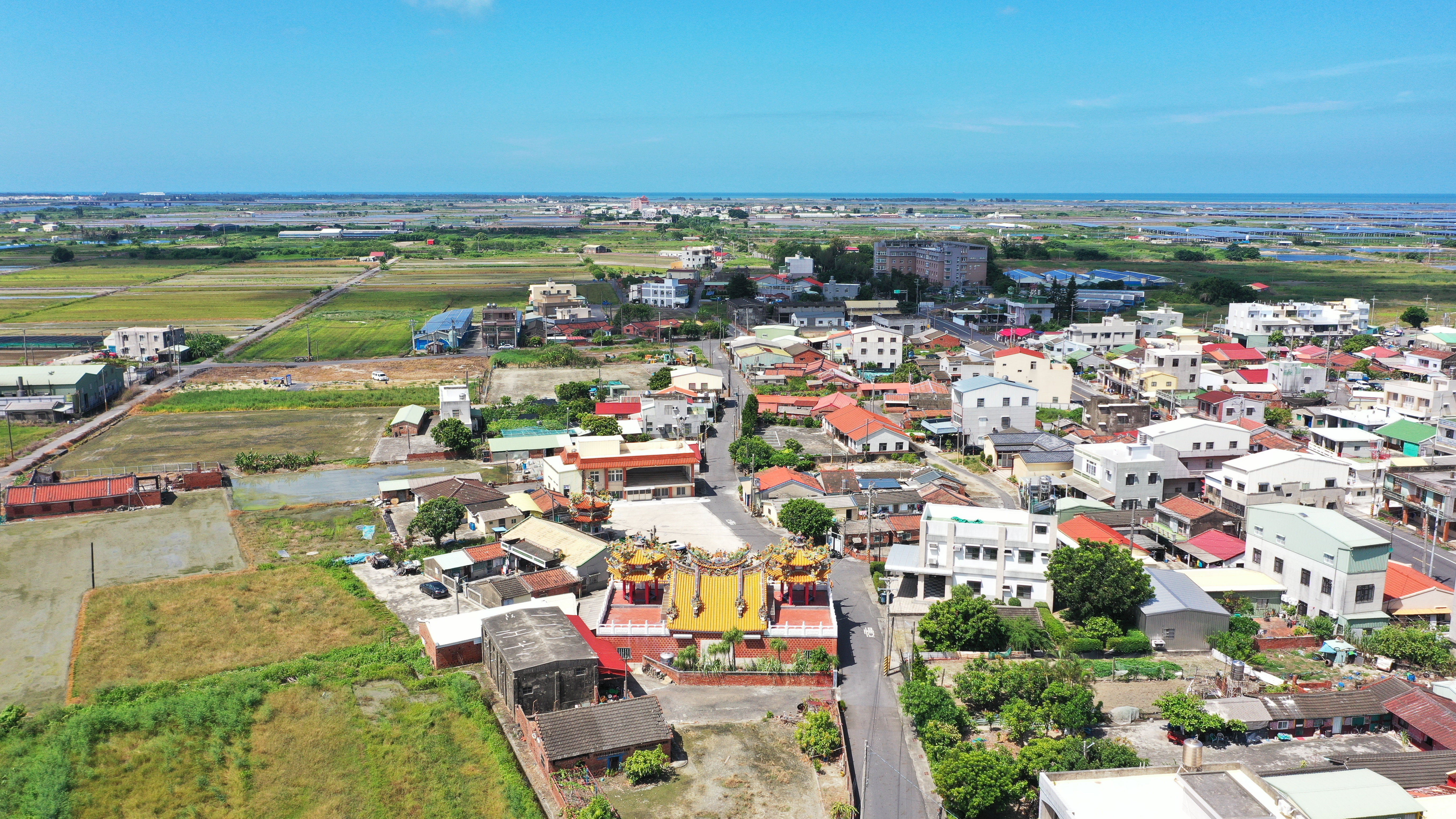
北門溪底寮東興宮-廟後方空照